# Липпеталь
Липпеталь (нем. Lippetal) — община в Германии, в земле Северный Рейн-Вестфалия.
Подчиняется административному округу Арнсберг. Входит в состав района Зост. Население составляет 12 289 человек (на 31 декабря 2010 года). Занимает площадь 126,58 км².

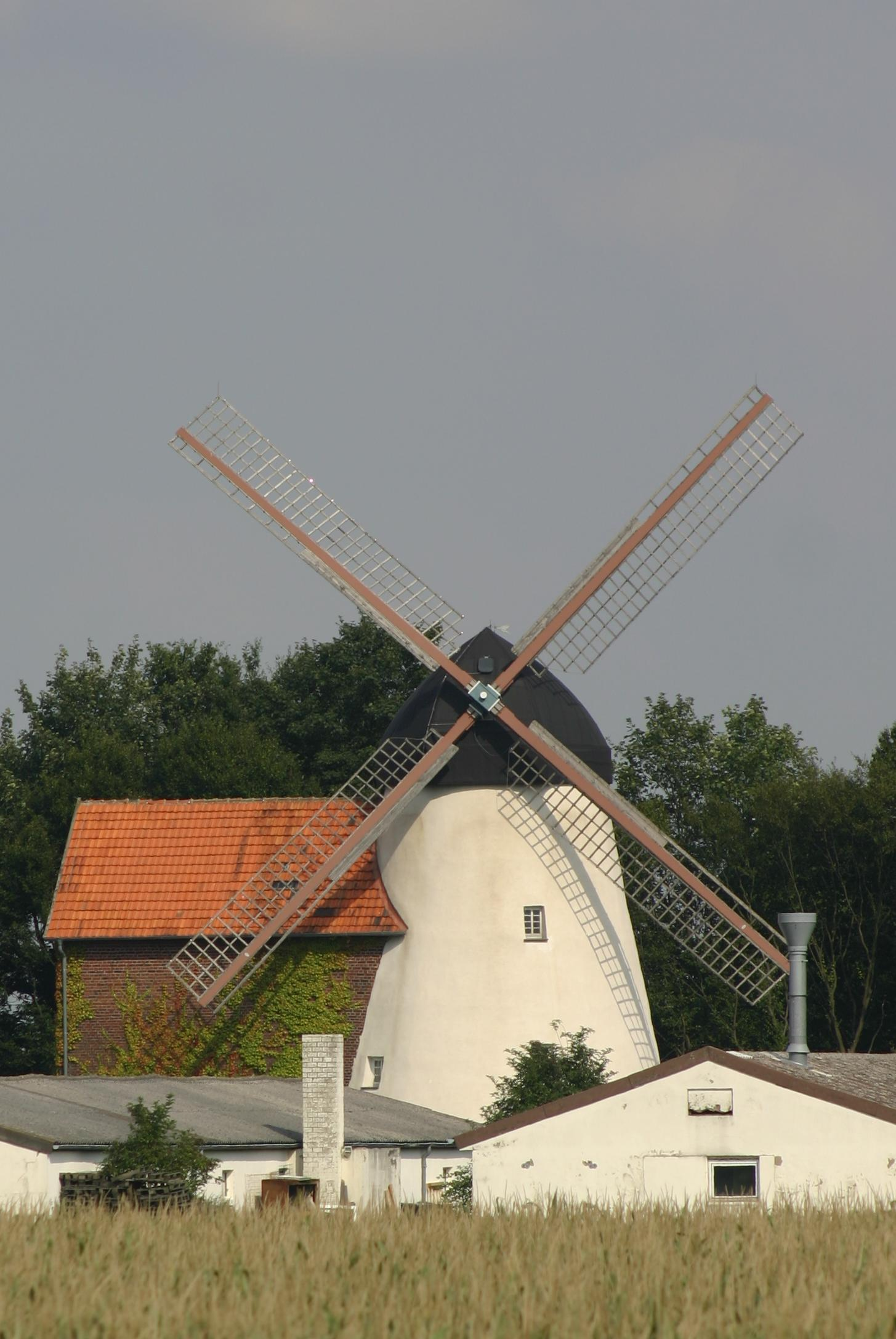
Липпеталь

| Год  | Население |
| ---- | --------- |
| 1995 | 11 923    |
| 2000 | 12 555    |
| 2005 | 12 620    |
| 2010 | 12 307    |